# نهضت‌آباد (فریدون‌شهر)
نهضت‌آباد، روستایی از توابع بخش مرکزی شهرستان فریدون‌شهر در استان اصفهان ایران است.
این روستا در دهستان چشمه لنگان قرار دارد و براساس سرشماری مرکز آمار ایران در سال ۱۳۸۵، جمعیت آن ۶۶۵ نفر (۱۴۸خانوار) بوده‌است.

## تاریخچه
پس از حملهٔ کریم خان زند به گرجی‌های فریدون‌شهر، بخشی از ساکنان آن به روستاهای «سیبک»، «چقیورت» و «نهضت‌آباد» مهاجرت کردند.
و بنیادگذاران فریدون‌شهر، از اسرای گرجی تبار زمان شاه عباس اول هستند که توسط خود او از گرجستان به ایران تبعید شدند و به دستور او عده‌ای از جنگاوران آن‌ها جهت حفظ منطقهٔ فریدن و همچنین پایتخت (اصفهان) از حملات اقوام لر و کرد در فریدن ساکن شدند.

## مردم
مردم نهضت‌آباد (به طور کلی گرجیان فریدن) به دلیل همزیستی با اقوام دیگر (ارمنی، ترک، لر) به تدریج و طی سالیان دراز، از فرهنگ پیشینیان خود (فرهنگ گرجی) دور شده‌اند و دارای پوشش محلی یا آداب و رسوم خاصی نیستند.
مانند بقیهٔ آبادی‌های فریدن تمامی مردم نهضت‌آباد «شیعه اثنی عشری» هستند.
گرجی‌های نهضت‌آباد تماماً به گویش فریدنی زبان گرجی صحبت می‌کنند که حاصل نسخ زبانی است که چهارصد سال پیش بدان تکلم می‌شده و با زبان گرجی معاصر (زبان رسمی جمهوری گرجستان) متفاوت است.

## نگارخانه

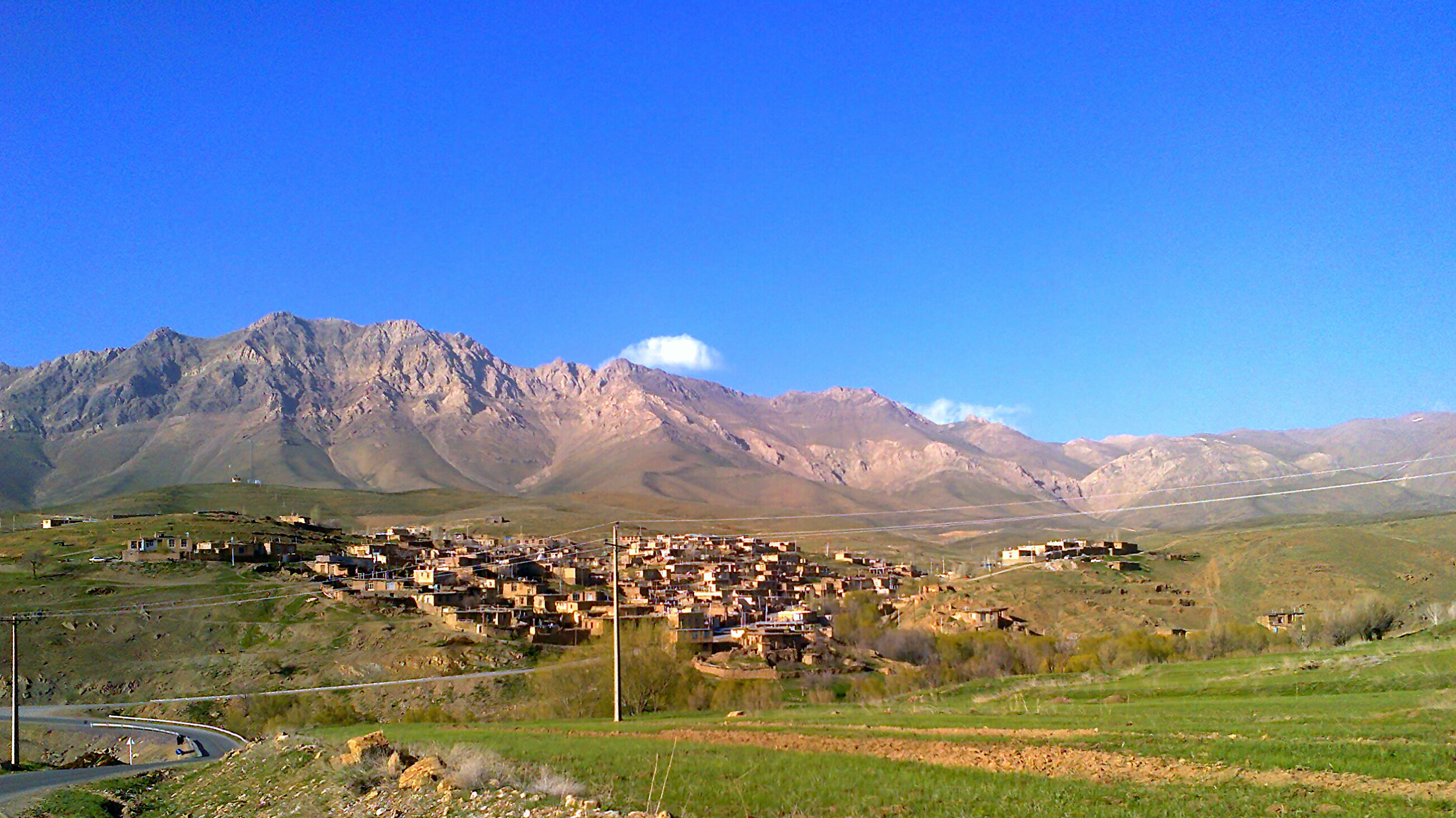
دورنمایی از روستای نیمه پلکانی نهضت‌آباد